# Сорокін Сергій Петрович
Сорокін Сергій Петрович — кандидат технічних наук, доцент, доцент кафедри тракторів і автомобілів Державного біотехнологічного університету.

## Біографія
У 1980 році закінчив Харківський інститут механізації та електрифікації сільського господарства.
У 1989 році закінчив аспірантура Харківського інституту механізації та електрифікації сільського господарства при кафедрі трактори і автомобілі.
У 1991 році захистив кандидатську дисертацію «Совершенствование методов и средств оценки технического состояния форсунок тракторных дизелей».
Протягом 1996-2021 років заступник голови Вченої ради навчально-наукового інституту технічного сервісу Харківського національного технічного університету сільського господарства імені Петра Василенка.
З 2014 по 2021 роки доцент кафедри надійності, міцності та технічного сервісу машин імені В. Я.  Аніловича Харківського національного технічного університету сільського господарства  імені Петра Василенка.
У 2018 році закінчив Харківський національний технічний університет сільського господарства імені Петра Василенка за спеціальністю «Транспортні технології на автомобільному транспорті».
Протягом 2010-2021 років заступник директора навчально-наукового інституту технічного сервісу Харківського  національного технічного університету сільського господарства імені Петра Василенка.
З 2021 по теперішній час доцент кафедри тракторів і автомобілів  Державного біотехнологічного університету.

## Праці
Сергій Петрович автор понад 80 наукових праць, в тому числі статті, що індексуються в наукометричних базах Scopus та Web of Science - 1, підручники та навчальні посібники - 12.

## Відзнаки та нагороди
- почесна грамота Міністерства освіти та науки України (2004);
- нагрудний знак «Відмінник технічної служби» (2004);
- нагрудний знак «Відмінник освіти України» (2005);
- почесна грамота Міністерства аграрної політики України (2006);
- почесна грамота Міністерства аграрної політики та продовольства України (2012);

1. ↑  Соокін Сергій Петрович Доцент Доцент кафедри тракторів і автомобілів. Державний біотехнологічний університет (укр.). 19 квітня 2023. Процитовано 16 грудня 2024.